# Botsuana en los Juegos Olímpicos de Londres 2012
Botsuana estuvo representada en los Juegos Olímpicos de Londres 2012 por cuatro deportistas, tres hombres y una mujer, que compitieron en dos  deportes.
La portadora de la bandera en la ceremonia de apertura fue la atleta Amantle Montsho.

## Medallistas
El equipo olímpico botsuano obtuvo las siguientes medallas:
| Nombre     | Deporte   | Competición |
| ---------- | --------- | ----------- |
| Oro        |           |             |
| —          |           |             |
| Plata      |           |             |
| Nijel Amos | Atletismo | 800 m M     |
| Bronce     |           |             |
| —          |           |             |